# Tótkomlós
Tótkomlós est une ville et une commune du comitat de Békés en Hongrie.

## Histoire
Depuis la fin de l'occupation ottomane jusqu'en 1918, Tót-Komlós (aussi Tóth-Komlós) fait partie de la monarchie autrichienne (empire d'Autriche), dans la province de Hongrie en 1850 ; après le compromis de 1867, évidemment dans la Transleithanie, au Royaume de Hongrie.

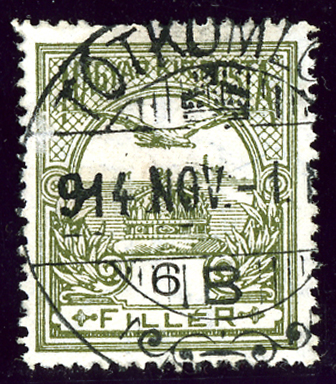
Oblitération de Tótkomlós, sur un timbre-poste du Royaume de Hongrie (1914).